# Craspedolcus seditiosus
Craspedolcus seditiosus är en stekelart som först beskrevs av Cameron 1899.  Craspedolcus seditiosus ingår i släktet Craspedolcus och familjen bracksteklar. Inga underarter finns listade i Catalogue of Life.